# خط موساشینو
خط موساشینو (به ژاپنی: 武蔵野線, Musashino-sen) یکی از خطوط قطار شرکت راه‌آهن شرق ژاپن است. خطوط مسافربری آن ایستگاه فوچو-هومماچی را به ایستگاه نیشی-فوناباشی متصل می‌کند. در حال حاضر این مسیر دارای ۲۵ ایستگاه می‌باشد. همچنین خط موساشینو دارای یک حمل و نقل نیز می‌باشد. این خط ایستگاه تسورومی در یوکوهاما را به نیشی-فوناباشی در استان چیبا متصل می‌کند و به نام موساشینوی جنوبی شناخته می‌شود. در حال حاضر این مسیر حمل و نقل دارای ۳ ایستگاه می‌باشد.